# Classe Chacal
La classe Chacal ("sciacallo" in francese) era una classe di cacciatorpediniere francese la cui costruzione iniziò nel 1923. È anche nota come classe Jaguar.
Ai tre "esploratori" (una sorta di grosso cacciatorpediniere) italiani classe Leone, del 1921, che iniziarono la competizione qualitativa tra italiani e francesi sul totale di tonnellaggio disponibile (l'Italia a Washington aveva ottenuto la parità con la Francia, con grande scorno di quest'ultima), i francesi risposero per prima cosa con i sei classe Chacal ancora più potenti.
Lo scafo era molto armonioso e con notevole bordo libero, grazie ad un ponte in più a prua, vi era una plancia con ali laterali, due grandi alberi a tripode sia a prua che a poppa.
L'apparato motore aveva caldaie collegate a ben tre fumaioli, il primo più piccolo degli altri due, uguali tra loro e con la potenza complessiva, su due assi di ben 50.000 hp.
L'armamento principale verteva sui siluri da 550 mm ma soprattutto su cannoni da 130 mm, che per gli standard della fine del primo conflitto mondiale erano davvero poderosi. In verità essi erano dotati di una cadenza di tiro assai modesta, 4-5 colpi al minuto, ma se si considera che essi tiravano granate da 35 kg a 19.000 metri, quando i cannoni normalmente installati sulle unità di molte classi contemporanee erano da 102 mm e sparavano proietti da 15 kg a 12 km (però a 12-15 colpi al minuto) si può apprezzare la potenza di fuoco posseduta da queste navi.
Che poi esse fossero una via di mezzo tra caccia e incrociatori leggeri lo si evince anche dal fatto che i cannoni erano capaci di perforare 80 mm di corazza a 10 km (il normale per gli incrociatori leggeri era di circa 76 mm).
I sei Chacal erano assai anziani nel 1940, e la caduta della Francia non agevolò loro le cose.